# 2500 Alascattalo
2500 Alascattalo је астероид главног астероидног појаса чија средња удаљеност од Сунца износи 2,240 астрономских јединица (АЈ).
Апсолутна магнитуда астероида је 12,8.